# Mesotype obscurata
Mesotype obscurata är en fjärilsart som beskrevs av Barend J. Lempke 1950. Mesotype obscurata ingår i släktet Mesotype och familjen mätare. Inga underarter finns listade i Catalogue of Life.